# Gallia Lugdunensis

Gallia Lundunensis na mapě Římského impéria roku 125

Gallia Lugdunensis, též Lyonská Galie, byla starořímská provincie, jež vznikla asi roku 22 př. n. l. po rozdělení Římem ovládaného území zvaného Gallia Comata na tři provincie (dalšími dvěma byly Gallia Belgica a Gallia Aquitania). O datu vytvoření Gallia Lugdunensis se diskutuje, hovoří se též o letech 27 a 25 př. n. l. nebo 16 až 13 př. n. l. Jisté je, že k ustavení provincie došlo během některé z Augustových návštěv v Galii. Nacházela se na severozápadě dnešní Francie, nazvána byla podle svého hlavního města Lugdunum (dnešní Lyon). Její součástí byla i dnešní Paříž (Lutetia). Byla obývána především keltským obyvatelstvem, takzvanými Galy. Byla to provincie císařská. Někdy mezi lety 185 až 189 byl guvernérem provincie budoucí římský císař Septimius Severus. Po Diokleciánových reformách okolo roku 295 byla rozdělena na dvě části, Lugdunensis Prima s hlavním městem Lyonem a Lugdunensis Secunda s hlavním městem Rouenem (Rotomagensium). Konstantin I. (vládl 306–337) provincie opět rozdělil. Lugdunensis Senonia s hlavním městem Sens (Senonum) byla odštěpena od Primy, zatímco Lugdunensis Tertia s hlavním městem Tours (Turinorum) byla oddělena od Secundy. Všechny provincie byly postupně obsazeny germánskými Franky a Burgundy během 5. století. Za hlavní mezník je považován rok 486 (nebo 487), když byl římský generál Syagrius, který ovládal zbytky Secundy a Senonie, poražen Franky.